# Surat dari Praha
Surat dari Praha é um filme de drama indonésio de 2016 dirigido por Angga Dwimas Sasongko e escrito por M Irfan Ramli. Foi selecionado como representante de seu país ao Oscar de melhor filme estrangeiro em 2017.